# 데이토나 인터내셔널 스피드웨이

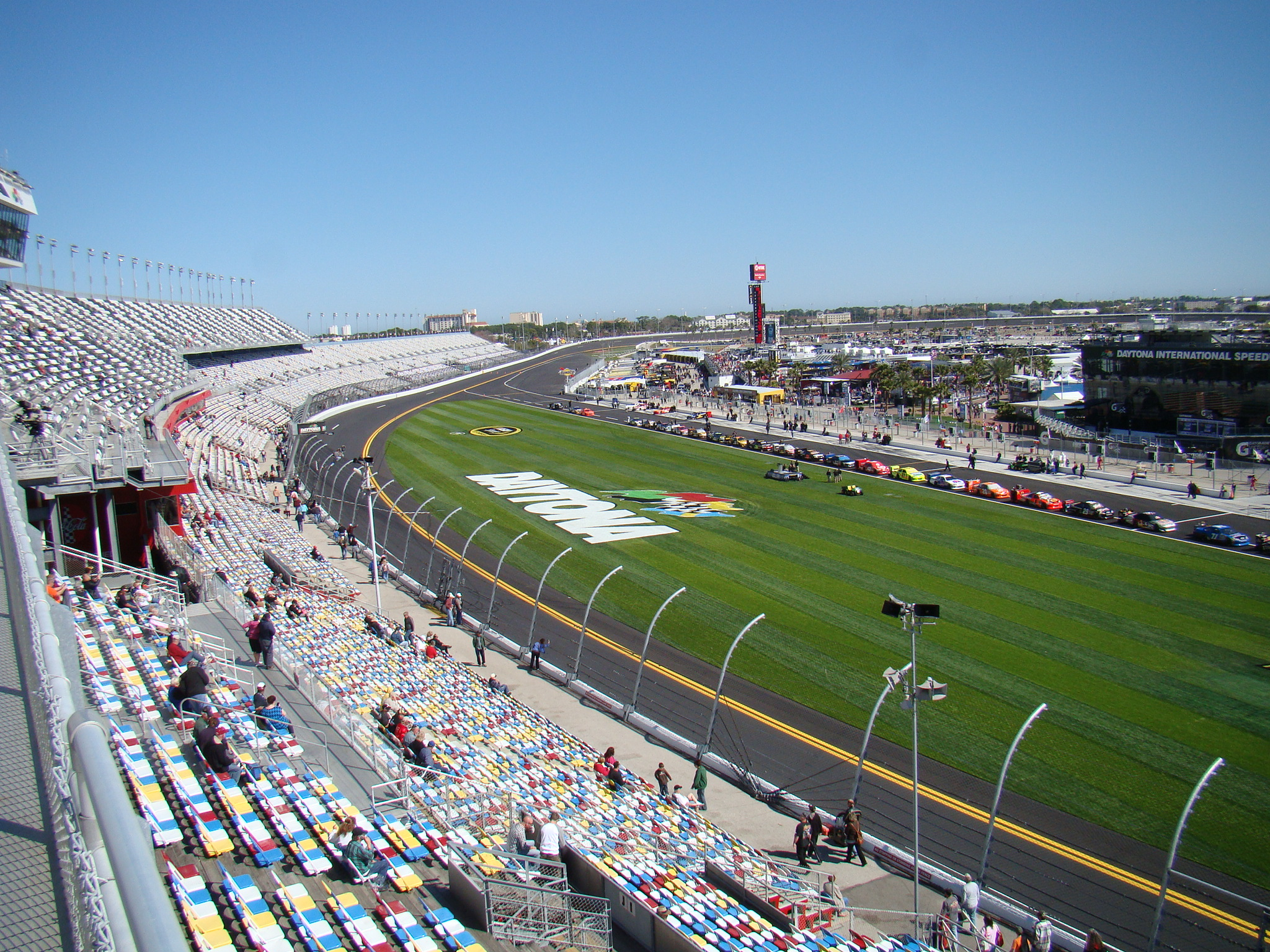
데이토나 인터내셔널 스피드웨이

데이토나 인터내셔널 스피드웨이(영어: Daytona International Speedway)는 미국 플로리다주 데이토나비치에 있는 타원형 트랙이다. NASCAR의 통괄하는 스톡 카 레이스의 경기장으로, 1959년에 세워졌다. 매년 2월에 스프린트 컵 시리즈, 시리즈 개막전인 데이토나 500, 그리고 독립 기념일 (7월 4일) 부근에 열리는 나이트 레이스 코크 제로 400이 개최되고 있다. 데이토나 24시간 레이스도 알려져 있다.